# Ној
Ној (лат. Struthio camelus) је велика афричка птица нелетачица из реда тркачица. То је поред сомалског ноја једина савремена врста из истоимене породице (Struthionidae) и рода (Struthio). Нојеви су препознатљиви по својим дугачким вратовима и ногама и способности да трче брзином од око 65 km/h — најбрже од свих птица. То су данас највеће птице на свету; мужјаци достижу висину од 3 m и тежину до 155 килограма, док су женке за око трећину мање.
Обични ној припада реду Struthioniformes. Struthioniformes обухвата све ратите, као што су кивији, емуи, реје, и казуари. Међутим, недавна генетичка изучавања су утврдила да група није монофилетска, већ да је парафилетска у односу на тинамуе, тако да су нојеви класификовани као једини чланови реда.Филогенетичке студије су показале да је то сестринска група свих других чланова Palaeognathae, и стога су летећи тинамуи сестринска група изумрле мoe. Ној је карактеристичан по свом изгледу, са дугим вратом и ногама, и може дуго да трчи брзином од 55 km/h (34 mph), са кратким налетима до око 70 km/h (43 mph), те је најбржа копнена птица. Обични ној је највећа постојећа врста птица и полаже већа јаја од било које друге постојеће птице (изумрле слоновске птице са Мадагаскара и џиновске мое Новог Зеланда имале су већа јаја).

## Физички опис
Нојеви обично теже од 95 до 130 килограма, мада је било мужјака чија је тежина прелазила 160 килограма. Када достигну полну зрелост (са две до четири године), мужјаци су високи 1.8 до 2.7 метара, док су женке 1.7 до 2 m високе. Током прве године живота, пилићи расту отприлике 25 до 30 центиметара сваки месец. Када напуне годину дана, млади нојеви теже око 45 килограма. Нојеви живе и до 75 година, док је уобичајена старост 50 година.
Мужјаци се препознају по црно-белом перју на крилима и репу. Женке су неупадљивије и боја перја им је смеђесивкаста. Кад црно-бела пера сасвим израсту, могу да се откину. Птица то неће осетити јер ће јој убрзо израсти нова. Пера су мекана и служе као изолација.
Ној се од осталих птица разликује и по томе што једини има само два кратка и снажна прста (све остале птице имају три или четири). Та особина је заправо адаптација, а помаже му при трчању. Корак му је дугачак 1-1,5 m, а кад трчи јури корацима од 2 до 4,5 m. На краћим раздаљинама развије брзине од 60-70 km/h за две секунде. Ној на крају унутрашњег прста има тупу канџу којом може да распори лава или једним ударцем да усмрти човека.
У поређењу са телом, ној има малу главу, али огромне очи пречника око пет центиметара. Ова птица, чије су очи веће од мозга, копнена је животиња с највећим очима на планети. Иако јој је јаје огромно, само је један одсто величине његовог тела.

## Систематика и распрострањеност
Обичног ноја је првобитно описао Карл Лине из Шведске у свом делу из 18. века, Systema Naturae, под садашњим биномним именом. Његов род потиче од каснолатинског struthio што значи „ној”. Специфично име је алузија на „strouthokamelos“, старогрчки назив за ноја, што значи врабац-камила, термин „камила“ који се односи на његово суво станиште. Στρουθοκάμηλος је и даље модерни грчки назив за ноја.
Нојеви припадају реду Struthioniformes коме припадају и јужноамерички нанду, аустралијски ему и индијски казуар. Овом реду је припадала и највећа од свих птица, сада изумрла, Aepyornis или птица-слон.
Данас постоје четири подврсте:
- јужноафрички ној живи у јужној Африци.
- живи у северној Африци. Понекад га називају и северноафричким или црвеновратим нојем. Ови нојеви су најраспрострањенија подврста; живе од Етиопије и Судана на истоку, преко Сахела, до Сенегала и Мауританије на западу. Раније су се могли наћи на северу до Египта и јужног Марока.
- живи у источној Африци. Понекад се назива и масајски ној. Током сезоне парења, мужјаков врат и бутине постану розо-наранџасте боје. Могу се наћи у целој Кенији и Танзанији, и деловима јужне Сомалије.
- † арабијски ној је живео у средишњим деловима источне Африке. Понекад се назива арабијским или средњоисточним нојем. Ова подврста је раније била веома честа на Арабијском полуострву, у Сирији и Ираку. Изумрла је око 1966. године.

S. molybdophanes живи у Сомалији, Етиопији и северној Кенији, и називају га сомалским нојем, данас је признат као посебна врста, а у прошлости је сматран за подврсту ноја S. c. molybdophanes. Током сезоне парења, ноге и врат мужјака постану плави. На североистоку Кеније живи заједно са S. c. massaicus.

### Еволуција
Нојеви су древне птице, чији су се преци на Земљи појавили пре 50 до 60 милиона година. Сем Африке, настањивали су и јужну Европу и Азију, на северу све до монголске пустиње. Најстарији фосил птица сличних ноју је средњоевропски Palaeotis из времена средњег еоцена. То је била птица нелетачица средње величине. Пронађени су и фосили неколико врста птица које су припадале данашњем роду Struthio из периода раног миоцена па надаље. Познато је да су у Кини нојеви изумрли у време последњег леденог доба, или одмах након њега.

## Понашање
Нојеви се обично крећу у групама од 5 до 50 птица заједно са антилопама, зебрама, гнуовима и другим животињама које су у потрази за испашом. Будући да су високи, на време могу да примете непријатеља и да упозоре на опасност. Нојеви се хране семеном, корењем, воћем, ситним гмизавцима, глодарима и инсектима. Да би лакше сварили храну у вољки и желуцу, нојеви гутају каменчиће, такозване гастролите. Одрасли ној у просеку носи 1 kg каменчића у свом желуцу. Погрешно је веровање да ној једе метал. Ову радозналу птицу привлачи све што се пресијава — сатови, ланчићи, брошеви или метални затварачи на боцама. Ако се и догоди да ној прогута неки метални предмет, неће осетити веће тегобе.
Нојеви могу да поднесу велике температурне разлике. Њихов температурни контролни механизам је сложенији од било које друге птице или сисара, користећи голу кожу на ногама и слабинама које могу прекрити својим крилима или не, у зависности од тога да ли птица жели да задржи или ослободи телесну топлоту. Док леже на земљи скривајући се од предатора, нојеви полажу њихове главе и крила равно на тло, изгледајући као хумка земље из даљине, поготово женке које су скоро истих боја као околина. Када су угрожени, нојеви се бране бежањем од непријатеља, кога могу озбиљно повредити или чак усмртити снажним ударцима својих моћних ногу.

## Репродукција
Птица стиче полну зрелост са 2 до 4 године, с тим да су женке полно зреле шест месеци раније од мужјака. Сезона парења почиње у марту или априлу и завршава се нешто пре септембра. Кад мужјак покуша да освоји срце неке женке, почиње „ратнички плес”: удара ногама, њише вратом правећи необичне покрете, трчи у великим круговима и постаје разјарен. Територијални мужјаци се тада боре за харем од 2 до 5 женки. Победник ће се парити са свим женкама у области, али ће само са једном, доминантном женком оформити везу, тј. постати пар са њом.
Женке полажу своја јаја у једно заједничко гнездо које је у ствари обично удубљење у земљи од 30 до 60 cm дубоко. Међу јајима, нојева јаја су највећих димензија, али су најмања у поређењу са величином птице. Бледожуто јаје је дугачко између 14 и 19 cm, широко 13 cm и тешко од једног до 1,5 kg. У гнезду се налази између 15 и 60 јаја на којима леже и женке и мужјаци наизменично (женке дању, мужјаци ноћу). Инкубација траје од 35 до 45 дана. Са шест месеци младунче ноја готово да достигне висину одрасле јединке.

## Лов и узгој
Кожа нојева се користила у справљању скупоцене робе. У 18. веку, нојеви су ловљени скоро до истребљења. Перје ове птице је нарочито било цењено крајем 19. века. Даме су с поносом „шетале” шешире и друге одевне предмете украшене овим раскошним лепезама. У граду Оутсхурну, у области Мали Кару, на самом југу Африке, подигнуте су велике фарме нојева. Годишње се из ове престонице нојева извозило око 450.000 килограма нојевог перја.
Данас се нојеви гаје у преко 50 земаља света, укључујући и земље са хладном климом, попут Финске или Шведске. Од нојева се добија квалитетно месо, јаја, изнутрице и перје. Месо нојева садржи мало масти и холестерола, а високу концентрацију протеина, калцијума и гвожђа. Да би се скувало нојево јаје, које је иначе много хранљивије од кокошијег — потребно је око 40 минута. А у једно нојево могло би да стане 20-24 кокошија јајета. Не само да је нојево јаје укусно, него је и месо права посластица. У доба старих Римљана печени ној је красио само трпезе повлашћених.
Нојеви се сврставају у опасне животиње у Аустралији, Уједињеном Краљевству и САД. Било је случајева када су нојеви нападали и убили људе. Крупни мужјаци су веома агресивни. Ној лако може да претекне било којег атлетичара. Ногама ударају великом силином, и лако могу да убију велику животињу.